# 郡里町
郡里町（こおざとちょう）は、徳島県美馬郡にあった村。現在の美馬市美馬町の東半にあたる。本項では町制前の名称である郡里村（こおざとそん）についても述べる。

## 地理
- 山岳 ： 竜王山
- 河川 ： 吉野川、野村谷川、鍋倉谷川

## 歴史
- 1889年（明治22年）10月1日 - 町村制の施行により、郡里村・郡里山村の区域をもって郡里村が発足。
- 1940年（昭和15年）12月10日 - 郡里村が町制施行して郡里町となる。
- 1957年（昭和32年）3月31日 - 重清村と合併して美馬町が発足。同日郡里町廃止。

## 交通

### 道路
現在は旧町域を徳島自動車道が通過するが、当時は未開通。